# Uniform m/1886
Uniform m/1886 är ett uniformssystem som används inom Försvarsmakten. Ursprungligen användes uniformssystemet av hela Infanteriet samt Fortifikationen men används idag bara av Livgardet i samband med högvakt och annan statsceremoniell verksamhet. Uniform m/1886 är ett av de uniformssystem som brukar hänföras till samlingsbeteckningen modell äldre.
Infanteriets uniformer var redan innan införandet av m/1886 ganska enhetliga, gardesregementena bar uniform m/1845 medan övriga regementen bar uniform m/1872. Dessa uniformssystem ersattes av m/1886 som i sin tur ersattes av uniform m/1906 och m/1910 men kom i praktiken att brukas ända fram till och med andra världskrigets första år varefter den slutgiltigt ersattes av m/1939 i daglig tjänst. Under den senare användningstiden kom m/1886 ofta att blandas upp med m/1910.
Den variant som är i bruk idag är uniform m/1886 för Svea livgarde, undantaget är dock Arméns musikkår (AMK) som bär uniform m/1886 för Göta livgarde.

## Utformning

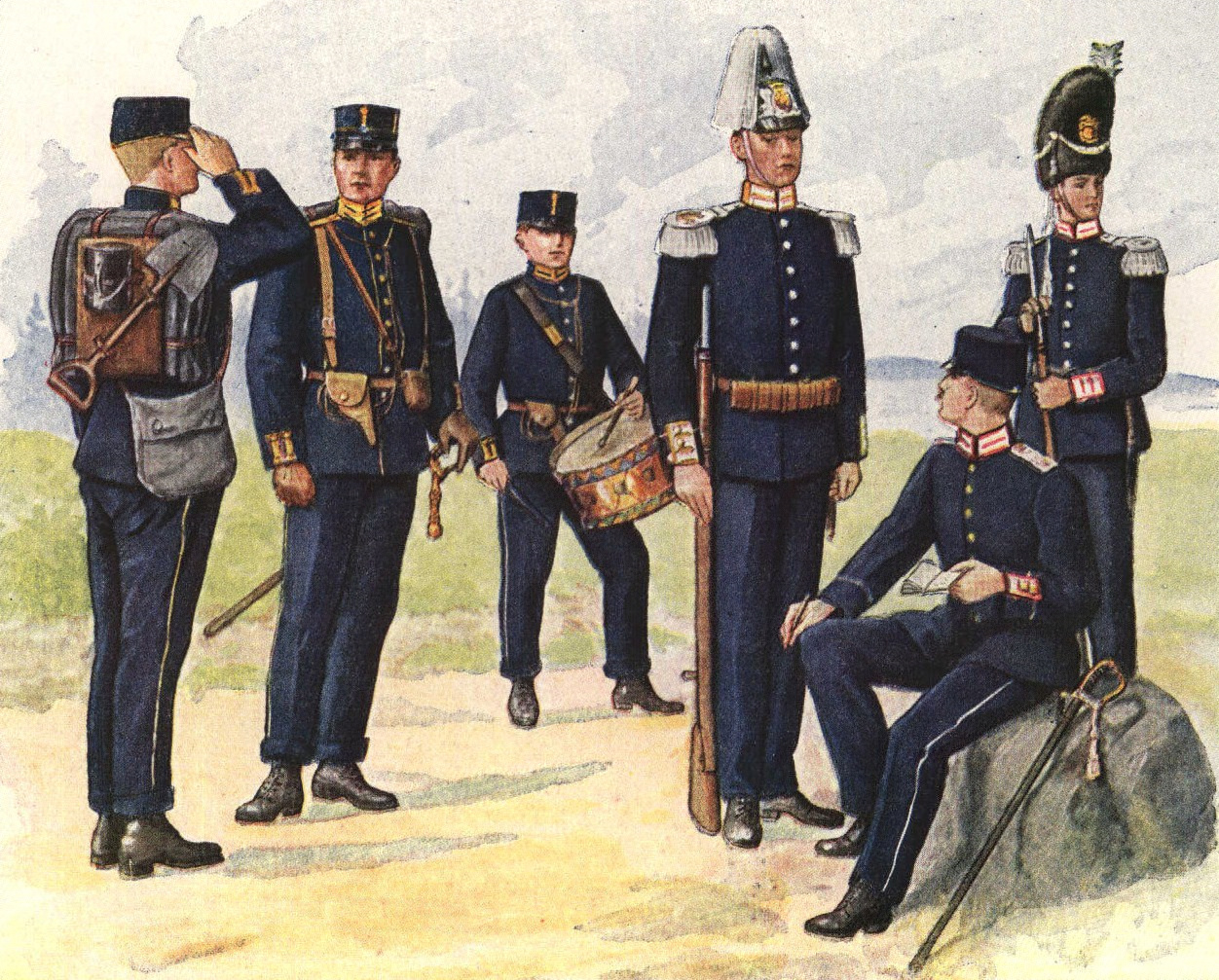
Uniform m/1886 för Infanteriet

M/1886 finns i två huvudutföranden, dels en variant som användes av gardesregementena, Smålands grenadjärkår (I 7), Vaxholms grenadjärregemente (I 26) och Fortifikationen och dels en variant som användes av övriga infanteriregementen.
Uniform m/1886 av den första varianten var utförd i mörkblått kläde, utom för Fortifikationen som bar mellanblå uniform. Som livplagg bars vapenrock m/1886 modell II. Till vapenrocken bars långbyxor m/1872 alternativt långbyxor m/1845 med lågskor, i vissa fall kunde även ridbyxor m/1886 med ridstövlar användas. Till daglig dräkt bars mössa m/1865. Vid parad bar Svea och Göta livgarde kask m/1887 medan övriga regementen bar mössa m/1865 med vapenplåt m/1865 och vid stor parad kompletterades kask med plym m/1887 och vapenplåt med plym m/1865. Vid kylig väderlek användes kappa m/1872 alternativ kappa m/1886. Tillåten variation var Syrtut m/1829-1854 istället för kappa m/1872 eller m/1886. Vid tjänstgöring som grenadjärvakt bar livgardena Grenadjärmössa m/1823-1824. Regementena åtskiljs genom uniformsdetaljer på vapenrocken.
Uniform m/1886 av den andra varianten var i huvudsak som den första varianten, som livplagg bars emellertid vapenrock m/1886 modell I som var i ett enklare utförande. Som huvudbonad bars alltid mössa m/1865 vilken vid parad kompletterades med vapenplåt och vid stor parad även med plym.
För skillnader mellan olika förband hänvisas till artiklarna om respektive persedel.

## Förteckning över persedlar
Lista över de persedlar som användes inom uniformssystemet.
| - Mössa m/1865 - Kask m/1887 - Grenadjärmössa m/1823-1824 - Kappa m/1872 - Kappa m/1886 - Syrtut m/1829-1854 | - Vapenrock m/1886 - Långbyxor m/1845 - Långbyxor m/1872 - Ridbyxor m/1886 - Lågskor - Ridstövlar | - Vapenplåt m/1865 - Plym m/1865 - Plym m/1887 - Epålett m/1794-1895 - Epålett m/1804-1895 |